# Johan Vilhelm Unmack
Johan Vilhelm Unmack (ved dåben: Johan Wilhelm) (15. september 1829 i Helsingør – 4. november 1903) var en dansk tømrermester, bror til Rudolf Unmack.
Unmack var søn af Johan David Unmack (1800-1879), og både far og bedstefar havde været tømrermestre. 14 år gammel kom han i lære hos faren, blev svend 1847 og tog 1849 til København, hvor han først arbejdede for tømrermester Meyer og dernæst tømrermester Wenzel. I sin tid hos Meyer blev han sendt til Fredericia, hvor han under Treårskrigen opførte palisaderne og udfaldsporten omkring byen. Wenzel havde en tegneskole for bygningshåndværkere, og her arbejdede Unmack de første vintre om aftenen og senere, da det ved sparsommelighed var lykkedes ham at spare sammen, hele dagen tre måneder om året. Samtidig fik han til opgave af Wenzel at lede større byggeforetagender såsom restaureringen af Jægerspris Slot, af kirkefløjen på Holsteinborg, opførelsen af avlsgården til herregården Christianssæde mm.
I 1856 gjorde Unmack mesterstykke og nedsatte sig i København. I årene, der fulgte, blev han en af de mest benyttede og respekterede tømmermestre i landet. Særligt som konstruktør var han meget kompetent, og sammen med faren tegnede han konstruktionen til Københavns 2. hovedbanegård (1862-64 af J.D. Herholdt, nu flyttet til Aarhus). Kun én gang fejlede hans indsigt på dette felt, nemlig da kolleger bestred holdbarheden af den foreslåede konstruktion af Martin Nyrops udstillingsbygning til den nordiske udstilling 1888. 1881-83 var han oldermand for Kjøbenhavns Tømmerlav.
Unmacks virksomhed udførte tømmerarbejdet på de fleste af tidens store projekter, bl.a. Vridsløselille Statsfængsel, Kommunehospitalet, genopbygningen af Frederiksborg Slot, den gamle Frimurerloge i Klerkegade, smedjen for Orlogsværftet på Nyholm samt en mængde herregårde. Hvor konstruktionen har været af betydning har han stået for kuplen på Marmorkirken, spirene på Matthæus Kirke, Helligåndskirken og St. Alban's English Church, bolværksarbejder for Københavns Havn, opgaver for Ingeniørkorpset, bl.a. broerne ved Borring Vig på Fyn og retrætebroen ved Kegnæs på Als under 2. slesvigske krig 1864.
Han havde også store entrepriser for Burmeister & Wain på Refshaleøen (1872-74, sammen med broren Rudolf), gasværksløbet ved Kalvebod Strand (1873-76, do.), Nyhavns Bro (do.) samt Tuborgs Fabrikker (1873 ff.) mm.
9. november 1894 blev Unmack Ridder af Dannebrog.